# 圣路易斯联合车站
圣路易斯联合车站（St. Louis Union Station）是美国密苏里州圣路易斯的一个火车站和国家历史地标。它曾是世界上最大最繁忙的火车站，但是由于美国铁路客运衰落，在1980年代初改为酒店、购物中心和娱乐场所。今天为圣路易斯轻轨的红蓝两条线路的换乘站，临近附近的圣路易斯交通中心。

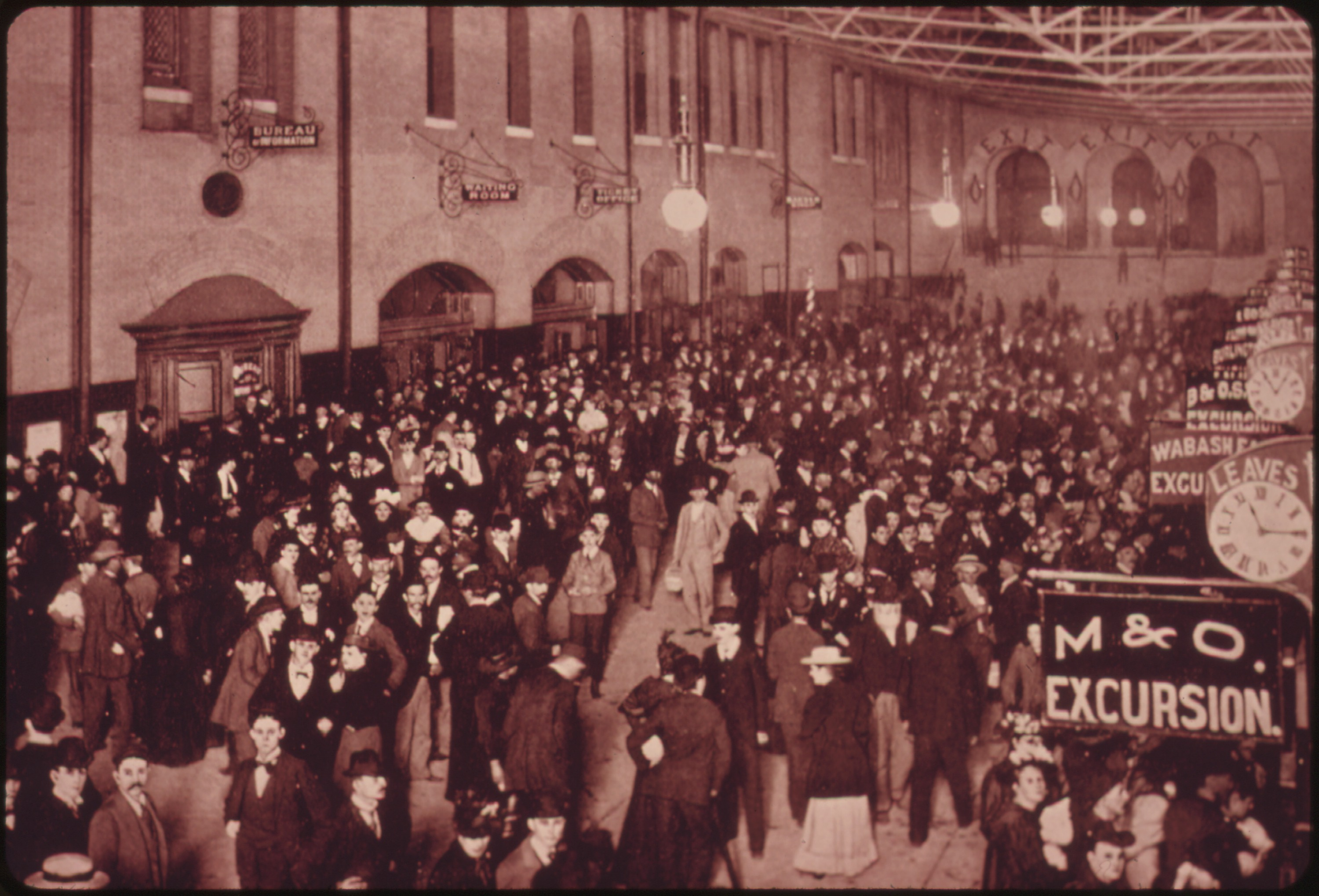
1895.

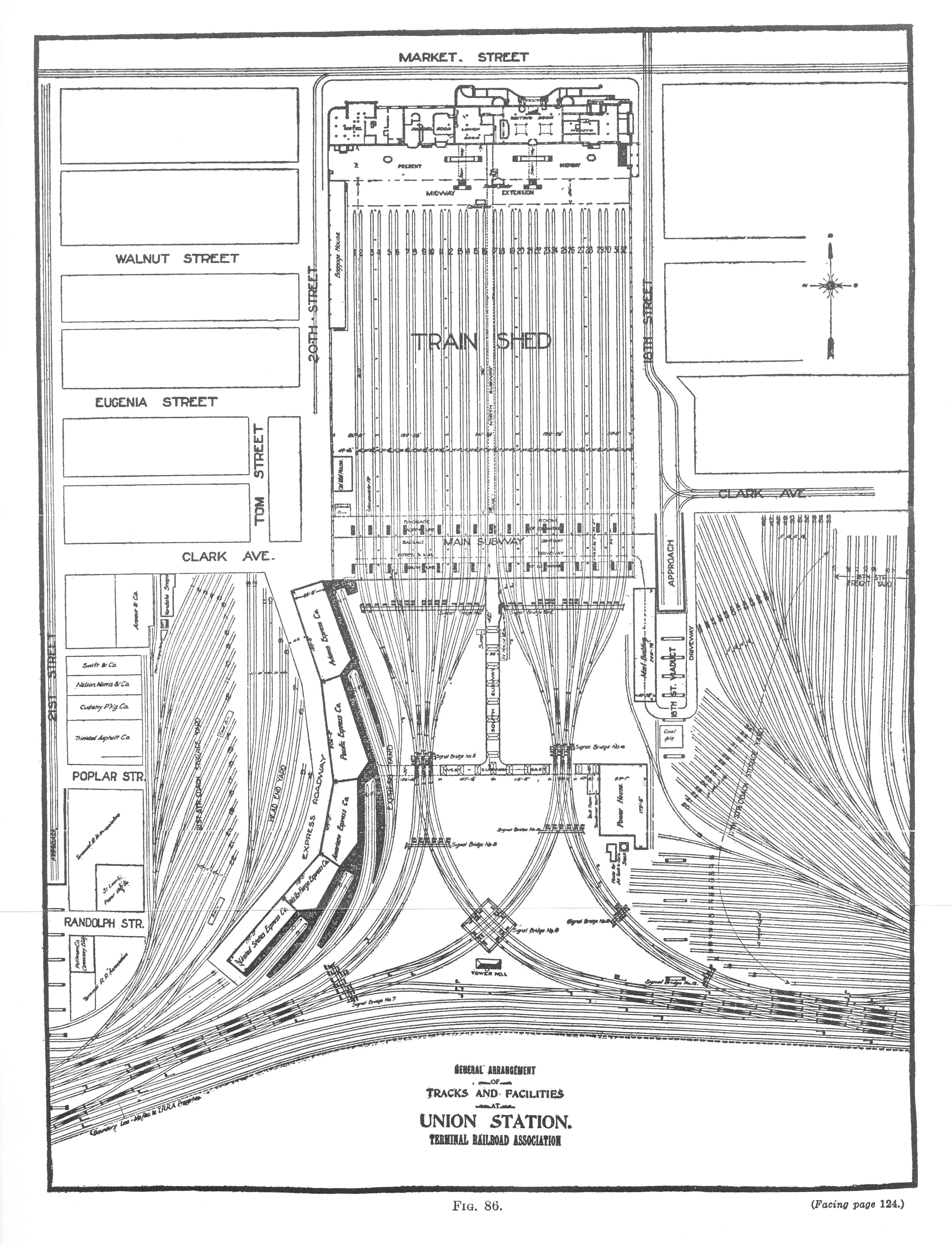

圣路易斯联合车站于1894年9月1日投入使用，由Theodore Link设计，其钟楼高达280英尺（85）。